# Billie Jean King Cup 2025
De Billie Jean King Cup werd in 2025 voor de 62e keer gehouden. De BJK Cup (voorheen: Fed Cup) is de jaarlijkse internationale tenniscompetitie voor landenteams, voorbehouden aan vrouwen. Deze editie deden 146 teams met het toernooi mee.

## Opzet
De bestaande opzet werd in 2025 met een kleine verandering door de ITF voortgezet.
- De hoogste regionale groepen speelden hun wedstrijden in de week van 7 april 2025. De winnaars gingen naar de play-offs in november.
- De lagere regionale groepen speelden in april of juni.
- De kwalificatieronde van de Wereldgroep was ook dit jaar in april, maar het eindtoernooi vindt plaats in september.

Op grond van een beslissing van de gezamenlijke internationale tennisbonden waren de teams uit Rusland en Wit-Rusland ook dit jaar weer uitgesloten van deelname.

## Kwalificatieronde Wereldgroep
Er waren achttien deelnemende landen in de kwalificatieronde voor de Wereldgroep, door loting verdeeld in zes groepen (A–F) van ieder drie landen. Tussen donderdag 10 en zondag 13 april 2025 speelde iedere deelnemer twee landenwedstrijden, tegen beide andere deelnemers in de groep. Alle wedstrijden van een groep werden gespeeld op een locatie die door een der deelnemende landen ter beschikking was gesteld. De gastheer mocht de ondergrond kiezen. De zes winnaars gingen naar het eindtoernooi; de twaalf verliezers gingen naar de play-offs.

## Eindtoernooi Wereldgroep
Er zijn acht deelnemende landen in het eindtoernooi van de Wereldgroep, dat plaats vindt tussen 16 en 21 september 2024 in Shenzhen. De zes winnaars van de kwalificatieronde krijgen gezelschap van titelverdediger Italië en gastheer China. Het eliminatietoernooi bestaat uit kwartfinales, de halve finales en de finale. Alle acht landen zullen volgend jaar aantreden in de kwalificatieronde, samen met de acht winnaars van de play-offs.

## Play-offs Wereldgroep
Er zijn 21 deelnemende landen in de play-offs van de Wereldgroep, die in groepen van drie worden gespeeld in november 2025. De zeven winnaars nemen het jaar erna deel aan de kwalificatieronde van de Wereldgroep; de veertien verliezers gaan dan naar de hoogste groep van hun regionale zone.

## België
België trad aan in de hoogste divisie van de Europees-Afrikaanse zone. Het toernooi werd afgewerkt in de Litouwse hoofdstad Vilnius. In de groepsfase trof België Griekenland en Hongarije. De Belgische ploeg bestond uit Greet Minnen (WTA-92), Hanne Vandewinkel (WTA-209), Sofia Costoulas (WTA-261), Jeline Vandromme (WTA-758) en Magali Kempen (WTA-830). België won de eerste groepswedstrijd tegen Griekenland met 3-0, en de tweede tegen Hongarije met 2-1. Hierdoor mocht het aantreden in de play-offs tegen Frankrijk. Deze ontmoeting werd ook winnend afgesloten, waardoor België in november mag deelnemen aan de play-offs voor promotie naar de hoogste afdeling.
| datum      | tegenstander | uitslag | locatie  | groep        | ronde      | w/v   |
| ---------- | ------------ | ------- | -------- | ------------ | ---------- | ----- |
| 2025-04-08 | Griekenland  | 3-0     | Litouwen | EPA G1 C     | groepsfase | winst |
| 2025-04-09 | Hongarije    | 2-1     | Litouwen | EPA G1 C     | groepsfase | winst |
| 2025-04-11 | Frankrijk    | 2-0     | Litouwen | EPA G1 PP1–4 | play-off   | winst |

## Nederland
Nederland trad aan in de kwalificatieronde van de Wereldgroep en was ingedeeld in Groep F, samen met Duitsland en het Verenigd Koninkrijk. Deze groep had Den Haag als speellocatie. De door Elise Tamaëla geleide ploeg bestond uit: Suzan Lamens (WTA-70), Anouk Koevermans (WTA-181), Eva Vedder (WTA-270) en Demi Schuurs (WTA-26 in dubbelspel). Nederland won de groepswedstrijd tegen Duitsland met 3–0, maar verloor die tegen het Verenigd Koninkrijk met 1–2. In november mag Nederland deelnemen aan de play-offs voor de Wereldgroep.
| datum      | tegenstander        | uitslag | locatie   | groep | ronde             | w/v     |
| ---------- | ------------------- | ------- | --------- | ----- | ----------------- | ------- |
| 2025-04-10 | Duitsland           | 3-0     | Nederland | WG F  | kwalificatieronde | winst   |
| 2025-04-12 | Verenigd Koninkrijk | 1-2     | Nederland | WG F  | kwalificatieronde | verlies |

## Legenda
| niveau 1 | niveau 2 | niveau 3 | niveau 4 | niveau 5 |